# Kemal Karpat
Kemal Haşim Karpat, Kemal H. Karpat (Babadag, Románia, 1923. február 15. – Manchester, New Hampshire, USA, 2019. február 20.) török történész.

## Életútja
A dobrudzsai Babadagban született 1923. február 15-én. Az Isztambuli Egyetemen jogi diplomát szerzett. A mesterképzést a Washingtoni Egyetemen végezte, majd 1957-ben a New York Egyetem Politikai és Társadalomtudományi Karán szerzett PhD fokozatot.
Az ENSZ Gazdasági és Társadalmi Tanácsában dolgozott, majd a Montanai Állami Egyetemen és a New York Egyetemen tanított. A Wisconsin Egyetem Közel-Keleti Intézetének  elnöke volt, a Közép-ázsiai Kutató Egyesület alapítóelnöke volt.

## Válogatott publikációi
- Turkey's Politics: The Transition to a Multi-Party System (1959, Princeton University Press)
- Political Modernization in Japan and Turkey (1964, Princeton University Press)
- Political and Social Thought in the Contemporary Middle East (1968, Praeger)
- An Inquiry into the Social Foundations of Nationalism in the Ottoman State (1973, Princeton UP)
- Social Change and Politics in Turkey (1973, Brill Leiden)
- Turkey's Foreign Policy in Transition (1975, Brill Leiden)
- The Ottoman Past and Today's Turkey (2000, Brill)
- The Politicization of Islam (2001, Oxford University Press)
- The Gecekondu: Rural Migration and Urbanization (2009, Cambridge University Press)
- Elites and Religion: From Ottoman Empire to Turkish Republic  (2010, Times)